# Félix Dujardin
 (septembre 2022).
Pour les articles homonymes, voir Dujardin.
Félix Dujardin, né le 5 avril 1801 à Tours et mort le 8 avril 1860 à Rennes, est un biologiste français.

## Biographie
Dujardin obtient son baccalauréat ès lettres à Orléans, son baccalauréat ès sciences mathématiques à Paris puis, sa licence de sciences physiques. Alexandre Goüin et le vicomte Desbassayns de Richemont s’unissent pour lui démontrer qu’il n’est de carrière importante qu’à Paris. Le 15 juin 1834 donc, il part pour la capitale (où il entre à la société philomathique de Paris).
Il obtient la chaire de géologie et de minéralogie à l’université de Toulouse en 1839, puis, l’année suivante, celle de botanique et de zoologie à l’université de Rennes.
Il se rend célèbre pour ses travaux sur les protozoaires, dont il définit pour la première fois le groupe à partir de travaux sur des infusoires. Il nomme cet ensemble les rhizopodes.
Il étudie aussi les foraminifères, qu’il identifie pour la première fois comme des unicellulaires. Au centre de ces organismes, il observe également une substance, qu'on appellera plus tard le protoplasme. Il réfute en 1835 la théorie, défendue notamment par Christian Gottfried Ehrenberg, qui affirme que les micro-organismes possèdent les mêmes organes que les animaux multicellulaires.
Il étudie aussi les cnidaires, les échinodermes et les helminthes. Ses études sur ces derniers formeront la base de la parasitologie.
Il reste célèbre pour l'identification et la première description en 1850 des corps pédonculés (corpora pedunculata ou, en anglais, mushroom bodies) dans le cerveau des Hyménoptères (Abeille, Bourdon, Sphex, Fourmi...) et des mouches Drosophila melanogaster (Diptères) et postule pour la première fois également qu'ils sont le siège de l'intelligence. Cette découverte majeure se révélera par la suite comme étant presque exacte, ces corps étant considérés aujourd'hui comme le siège de la mémoire et de nombreux autres comportements chez les invertébrés.
Il est élu membre correspondant de l'Académie des sciences en 1859.

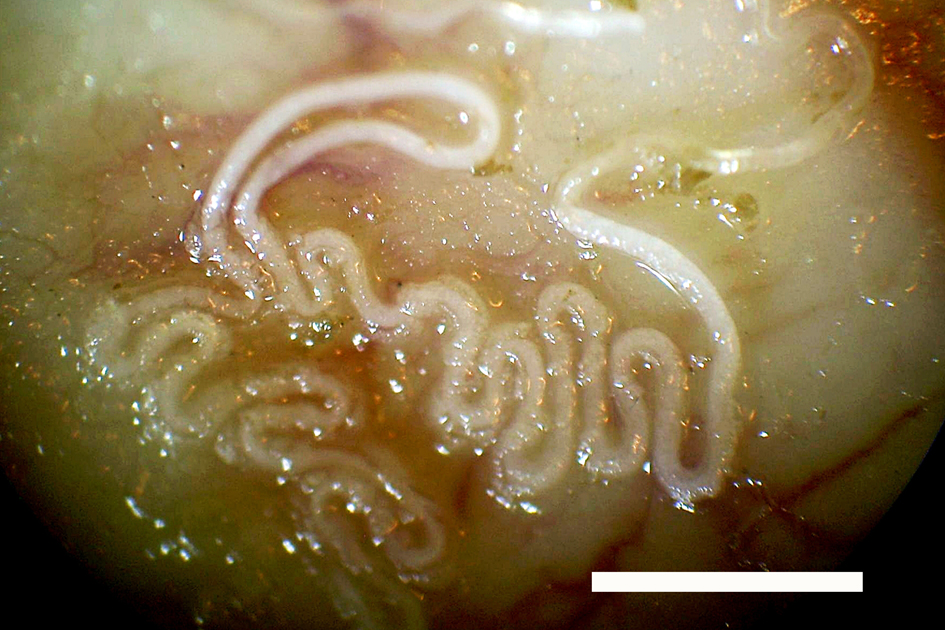
Eucoleus aerophilus (Creplin, 1839) Dujardin, 1845 (Nématode), l'un des nombreux parasites sur lesquels a travaillé Dujardin.
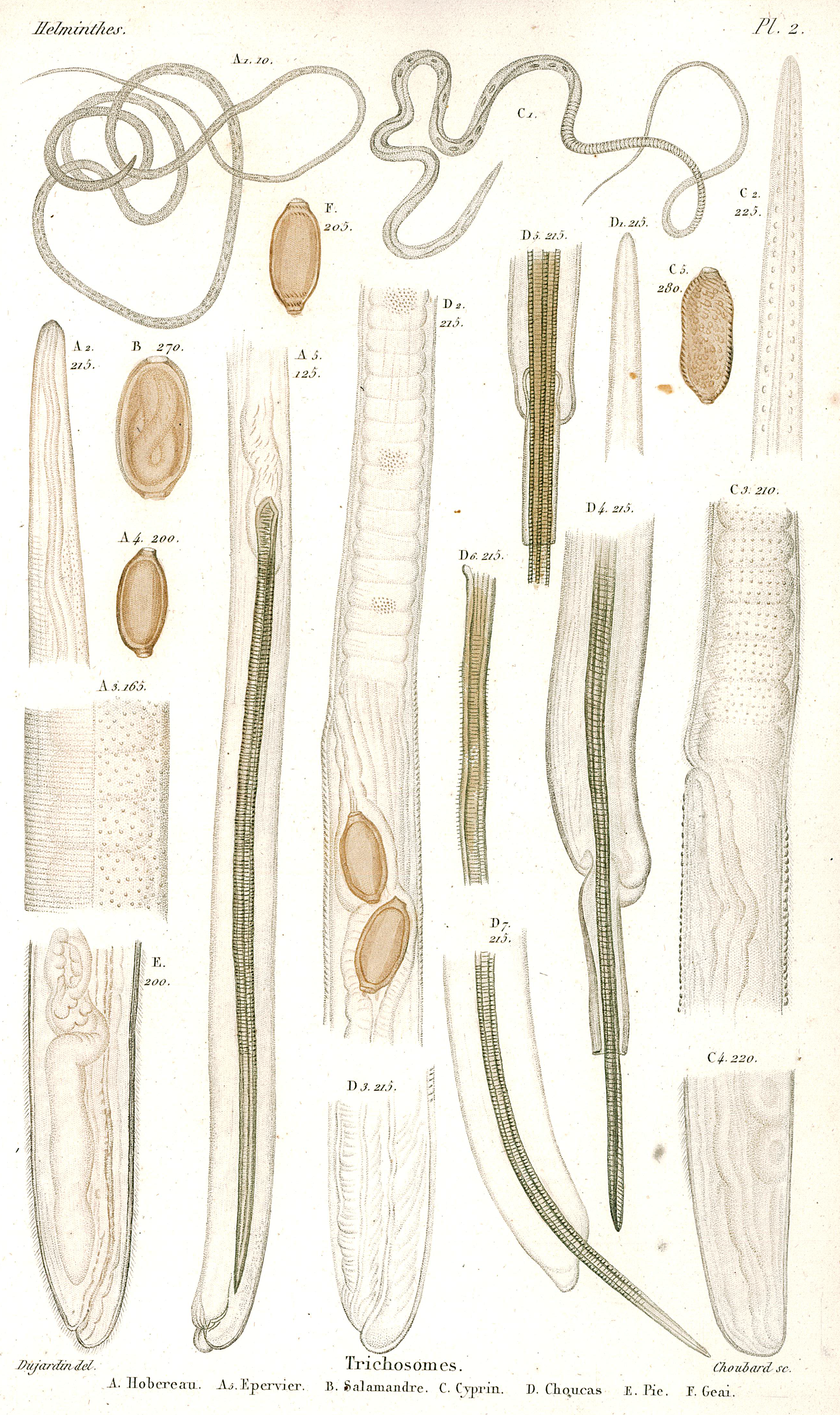
Une planche de l'Histoire naturelle des helminthes ou vers intestinaux.

## Publications

### Sélection
- 1837. Mémoire sur les couches du sol en Touraine et descriptions des coquilles de la craie des falunsUn falun est un dépôt de calcaires coquilliers d'origine marine.
- 1841. Histoire naturelle des zoophytes. Infusoires, comprenant la physiologie et la classification de ces animaux, et la manière de les étudier à l'aide du microscope.
- 1842. Nouveau manuel de l'observateur au microscope.
- 1845. Histoire naturelle des helminthes ou vers intestinaux. xvi, 654+15 p. + planches.
- 1850. Mémoire sur le système nerveux des Insectes, Ann Sci Nat Zool, 14 (1850), p. 95-206
- Félix Dujardin, François Joseph Derouet, Jean Bernard Toussaint Jacquemin-Bellisle et Pierre-Médard Diard, Flore complète de l'Indre, Tours, A. Mame, 1833, 472 p. (lire en ligne).

### Listes de publications
- Félix Dujardin, Notice sur les travaux scientifiques de M. Félix Dujardin, 1850 — 24 pages, présentation par l'auteur de tous ses travaux, avec des résumés.
- Liste de worldcat.org des publications en ligne de Dujardin

## Éponymie
- Hypsibius dujardini, une espèce de tardigrades de la famille des Hypsibiidae, décrite et nommée par Louis Michel François Doyère.